# Hertzscher Oszillator

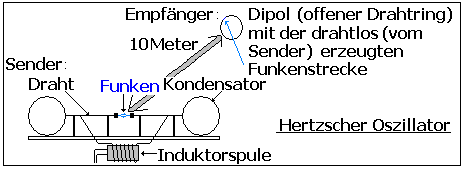
Hertzscher Oszillator

Der Hertzsche Oszillator (auch Hertz-Oszillator) ist der 1888 von Heinrich Hertz und seinen Mitarbeitern im Labor in Karlsruhe auf drei aneinander- und übereinandergestellten Holztischen installierte Versuchsaufbau zum Nachweis der elektromagnetischen Wellen.
Das Zentrum des Versuchsaufbaus bildet ein als Antenne dienender offener Schwingkreis, der aus Stäben besteht, zwischen denen eine Funkenstrecke ist und an deren Enden hohle Metallkugeln mit einem Durchmesser von 30 Zentimetern sitzen. Die Funkenstrecke in der Mitte besteht aus zwei massiven, drei Zentimeter großen Messingkugeln mit einem Abstand von weniger als einem Zentimeter. Wird die Funkenstrecke mittels eines Funkeninduktors gezündet, entstehen jedes Mal gedämpfte Schwingungen.
Die Antennen-Anordnung stellt eine Näherung des idealisierten Hertzschen Dipols dar.